# Resultados do Carnaval de Juiz de Fora em 2012
Resultados do Carnaval de Juiz de Fora em 2012. A campeã do grupo principal foi a escola Unidos do Ladeira, com o enredo; Clara, clareia, clareou...
| Grupo A   | Grupo A                            | Grupo A | Grupo A   | Grupo A |
| Colocação | Escola                             | Pontos  | Nota      | Ref.    |
| --------- | ---------------------------------- | ------- | --------- | ------- |
| 1º        | Unidos do Ladeira                  | 110     |           | [ 2 ]   |
| 2º        | Real Grandeza                      | 109     |           | [ 2 ]   |
| 3º        | Partido Alto                       | 107,5   |           | [ 2 ]   |
| 4º        | Mocidade Independente do Progresso | 107,2   |           | [ 2 ]   |
| 5º        | Mocidade Alegre de São Mateus      | 107,1   |           | [ 2 ]   |
| 6º        | Feliz Lembrança                    | 104,3   | Rebaixada | [ 2 ]   |
| Grupo B   |                                    |         |           |         |
| Colocação | Escola                             | Pontos  | Nota      | Ref.    |
| 1º        | Turunas do Riachuelo               | 110     | Promovida | [ 2 ]   |
| 2º        | Unidos das Vilas do Retiro         | 109,4   | Promovida | [ 2 ]   |
| 3º        | Acadêmicos do Manoel Honório       | 108,7   |           | [ 2 ]   |
| 4º        | Rivais da Primavera                | 107,3   |           | [ 2 ]   |
| 5º        | Juventude Imperial                 | 106,8   |           | [ 2 ]   |
| 6º        | União das Cores                    | 102,8   | Rebaixada | [ 2 ]   |
| Grupo C   |                                    |         |           |         |
| Colocação | Escola                             | Pontos  | Nota      | Ref.    |
| 1º        | Vale do Paraibuna                  | 103,7   | Promovida | [ 2 ]   |